# Автомобільна промисловість у Польщі

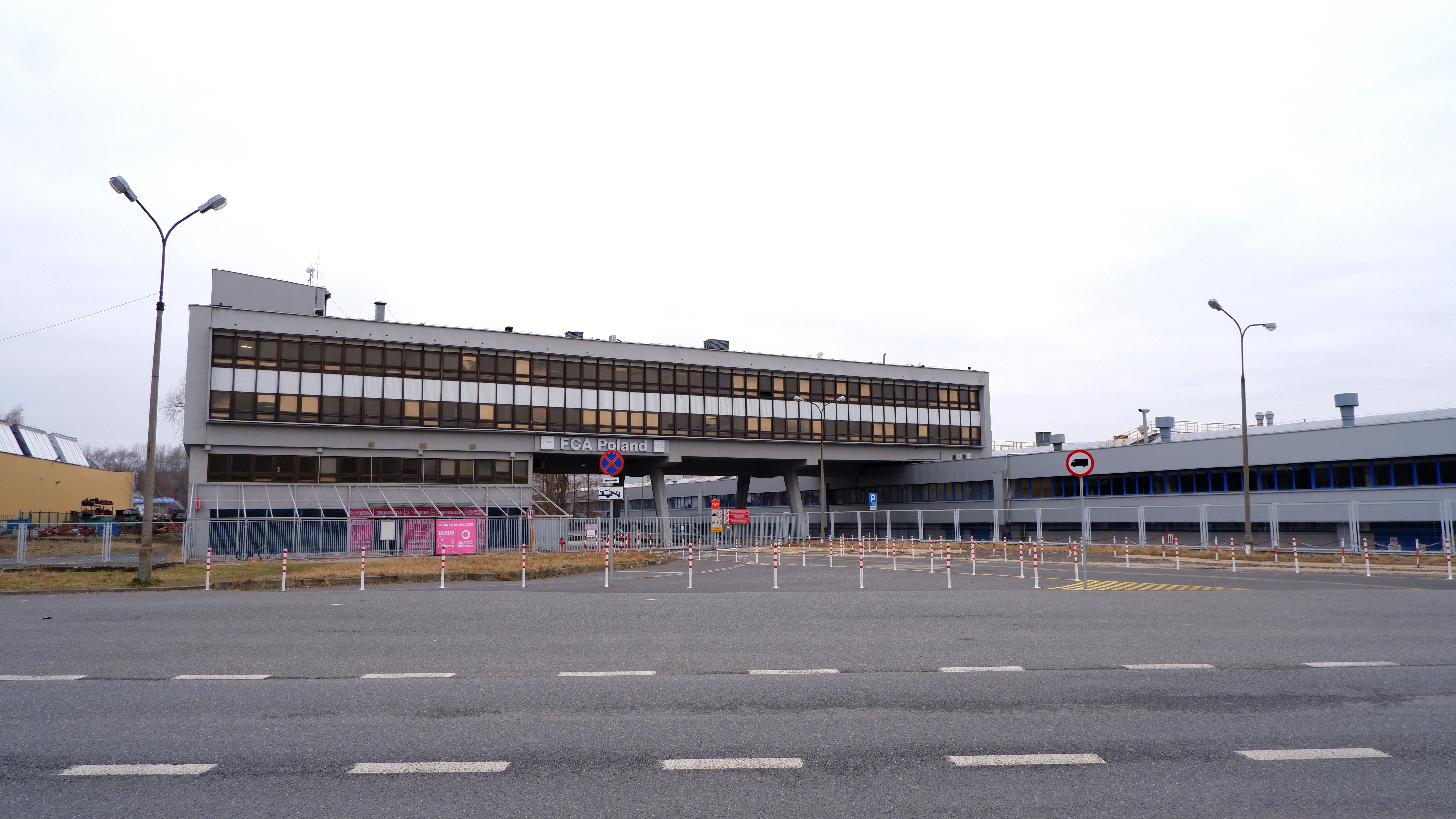
Fiat Auto Poland є тепер найбільшим виробником автомобілів у Польщі

Автомобільна промисловість Польщі — галузь економіки Польщі.
У 2016 році виробництво автотранспортних засобів, причепів, напівпричепів та іншого транспортного обладнання становило 11,7% від загального обсягу виробництва промисловості Польщі.. Польща є одним з найбільших виробників автомобілів у Центральній та Східній Європі. Станом на 2013 рік Польща була 23-м за величиною автовиробником в світі. У 2016 році Польща посіла 21-ше місце за величиною загального виробництва автотранспортних засобів в світі.
Серед великих міжнародних компаній які присутні в польському автомобільному секторі є такі як Fiat, Opel, Toyota, Volkswagen, MAN Nutzfahrzeuge, Solaris, Volvo та Scania AB. З них історично Fiat присутній в Польщі протягом майже століття: план щодо випуску Polski Fiat був створений в 1920-х роках, перерваний Другою світовою війною, виробництво ліцензійних автомобілів Fiat відновилося в соціалістичній Польщі в 1967 році.

## Історія

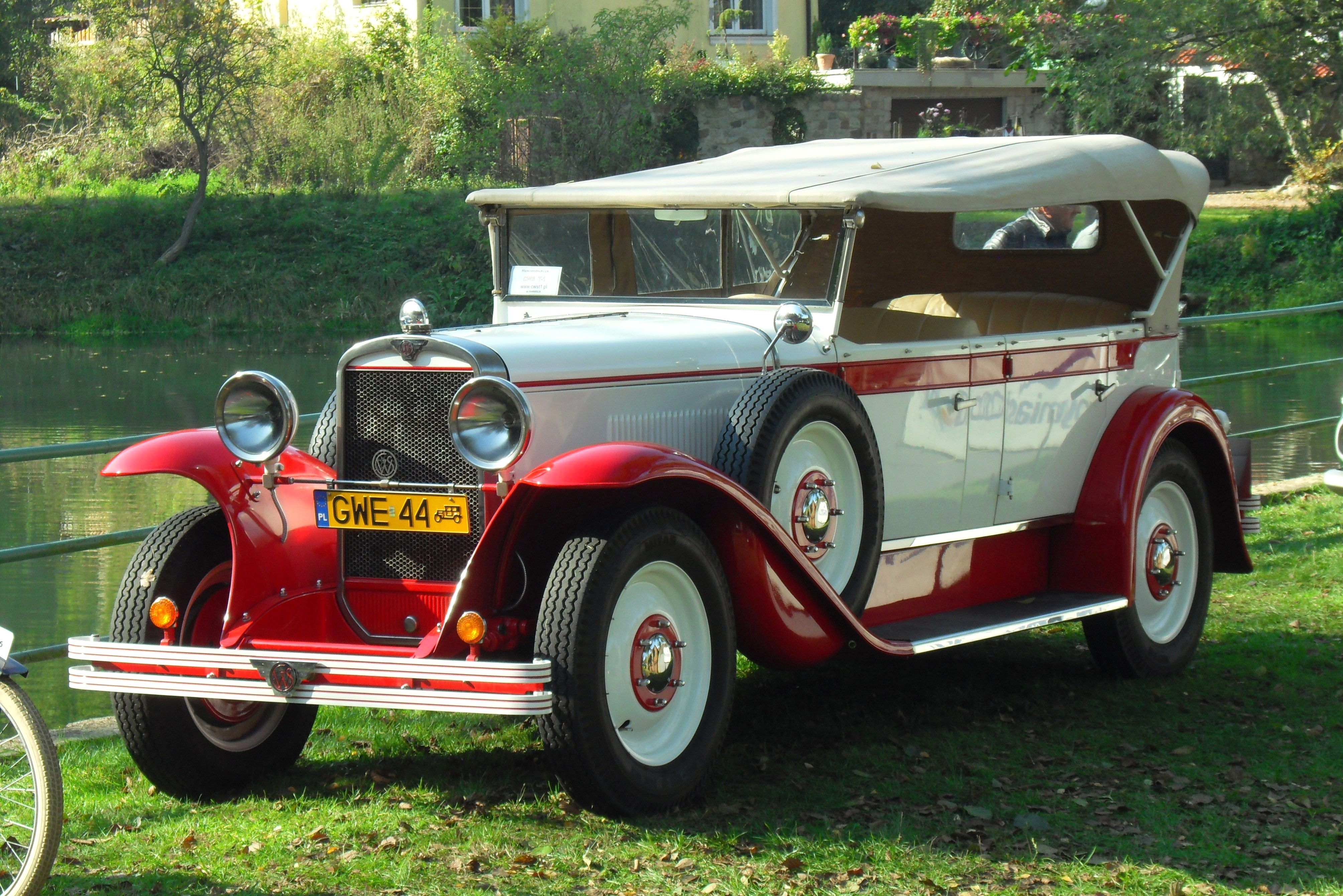
Копія CWS T-1 (1927–1931), першого серійного польського автомобіля

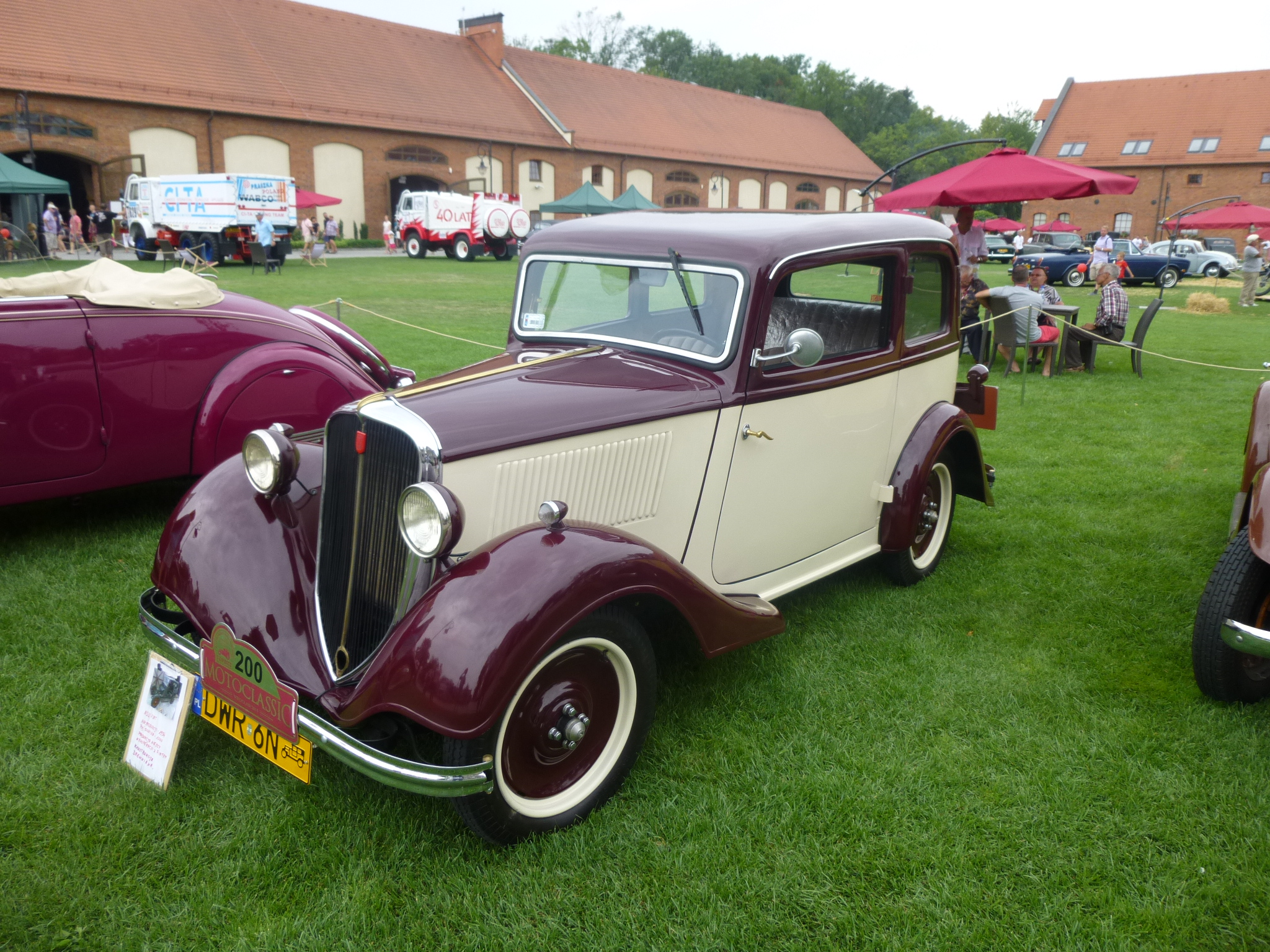
Polski Fiat 508 III Junak (1935–1939) був найпопулярнішим автомобілем Другої Польської Республіки

Одним із перших підприємств, що виробляли автомобілі в Польщі, був завод Ursus, заснований у 1893 році (відомий виробництвом, зокрема тракторів з 1922 року) , а також Centralne Warsztaty Samochodowe (Центральні автомобільні майстерні) засновані в 1918 році.

### Друга Польська Республіка (1918—1939 роки)
Серед найбільш відомих виробників автомобілів в період Другої республіки (1918—1939 років) були: 
- Centralne Warsztaty Samochodowe (у 1928 р. поглинуті PZInż), що виробляли, зокрема, перший польський серійний автомобіль CWS T-1,
- K. Rudzki і S-ka, що виробляли автомобілі Ralf-Stetysz,
- Lilpop, Rau і Loewenstein, що виробляли автомобілі за ліцензією концерну General Motors,
- Państwowe Zakłady Inżynierii, що виробляли Polski Fiat 508, автобуси і вантажівки,
- Towarzystwo Budowy Samochodów AS, що виробляли автомобілі AS S1 і S2,
- Ursus, що виробляли, серед інших вантажівки та автобуси Ursus A, а також складали моделі кількох іноземних брендів.

Однак порівняно з іншими європейськими країнами, такими як Франція, Велика Британія або Чехословаччина, виробництво автомобілів у Польщі було невеликим. Насамперед це було спричинено складною економічною ситуацією після Першої світової війни і Польсько-радянської війни, а наприкінці 1920-х років світовою кризою, яка також негативно вплинула на розвиток автомобільної промисловості в Польщі. 
Виробництво знову розпочалося в другій половині 1930-х років внаслідок підписання польським урядом угоди з італійським концерном Fiat щодо виробництва на умовах ліцензії на заводах Państwowe Zakłady Inżynierii автомобілів Fiat, зокрема моделі Fiat 508, яка стала найдешевшим і найпопулярнішим автомобілем кінця 1930-х років у Польщі. 
У 1936 році компанія "Lilpop, Rau і Loewenstein" підписала ліцензійну угоду з американською компанією General Motors Corporation, яка гарантувала компанії ексклюзивні умови продажу та виробництва в Польщі автомобілів марок Buick, Chevrolet і Opel. 
У 1937 році польський уряд, бажаючи стимулювати розвиток вітчизняної промисловості, дозволив громадянам відраховувати з податку на прибуток 20% ціни автомобіля вітчизняного виробництва. 
У 1939 році була запущено складання німецьких марок автомобілів, таких як BMW і Mercedes-Benz, приблизно 50 автомобілів були складені до початку війни. До 1939 року в Польщі, яка виходила з кризи, виробництво автомобілів почало збільшуватися, але масштаб все ще не був високим порівняно із західними країнами або навіть Чехословаччиною через те, що польська економіка зосередилася на такій великій галузі як оборонне виробництво. Агресія Німеччини та Радянського Союзу у вересні 1939 року стали причиною чергової зупинки розвитку автомобільної промисловості в Польщі. 
Після Другої світової війни всі заводи, що виробляли автомобілі до війни, були зруйновані і розграбовані. Польща постраждала від військових операцій 1939 року, розкрадання Німеччиною, а також навмисного знищення та розкрадання промислових підприємств німцями після Варшавського повстання (більшість заводів, що виробляли автомобілі в Польщі знаходились у Варшаві).

### Польська Народна Республіка (1944—1989 роки)

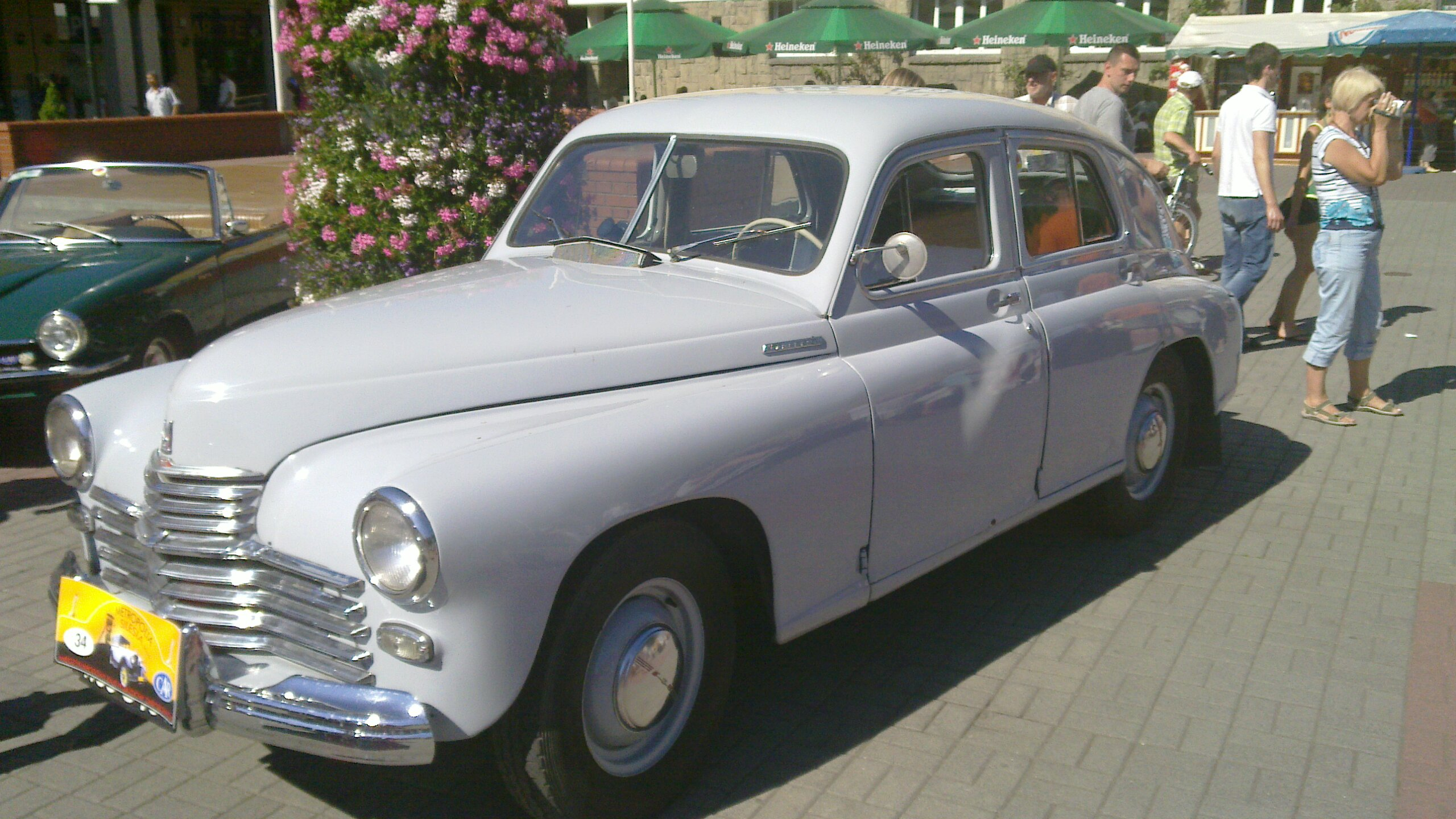
FSO Warszawa (1951–1973) був першим серійним автомобілем повоєнної Польщі

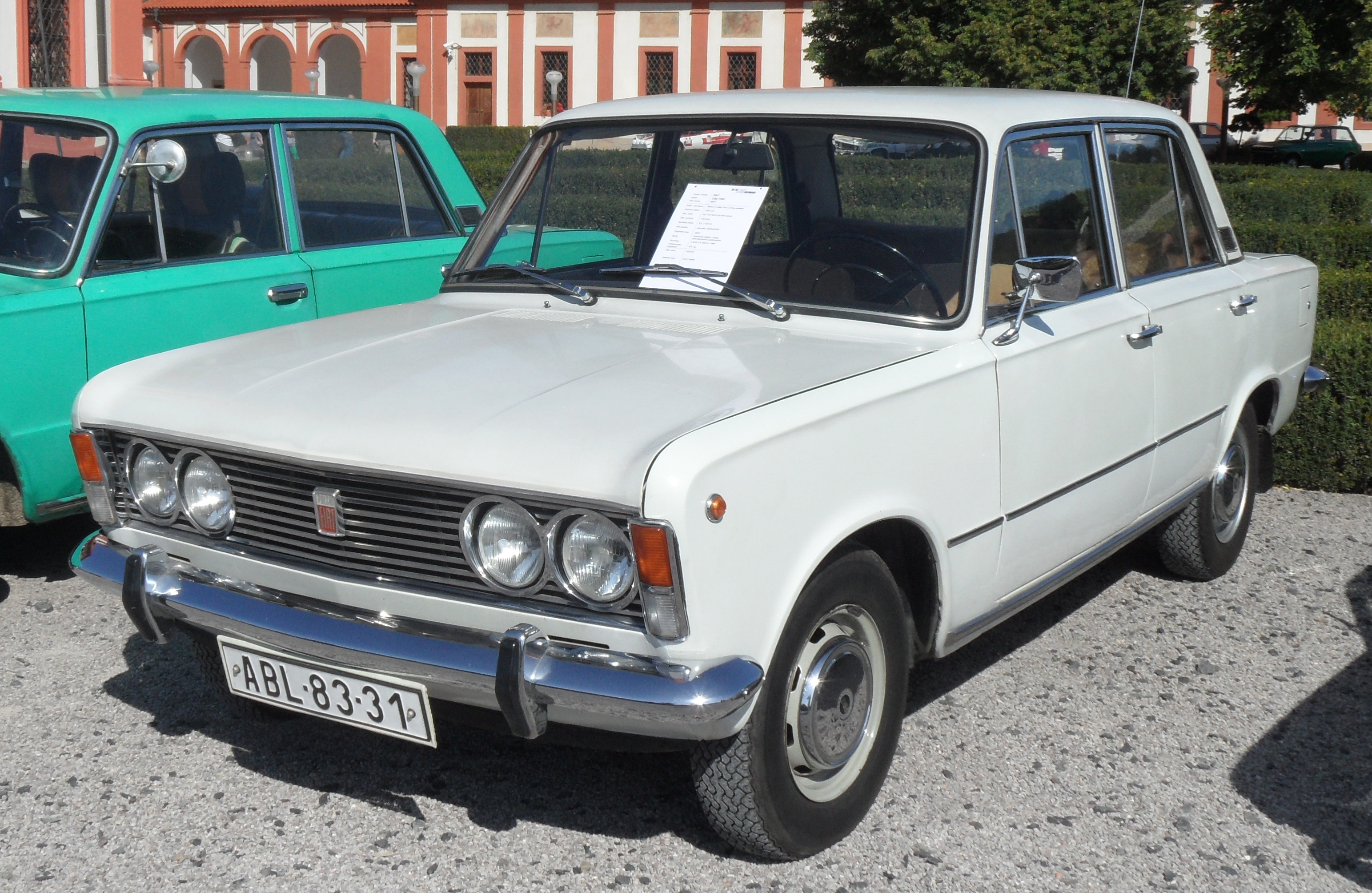
Polski Fiat 125p (1967–1991) є відомим автомобілем польського виробництва

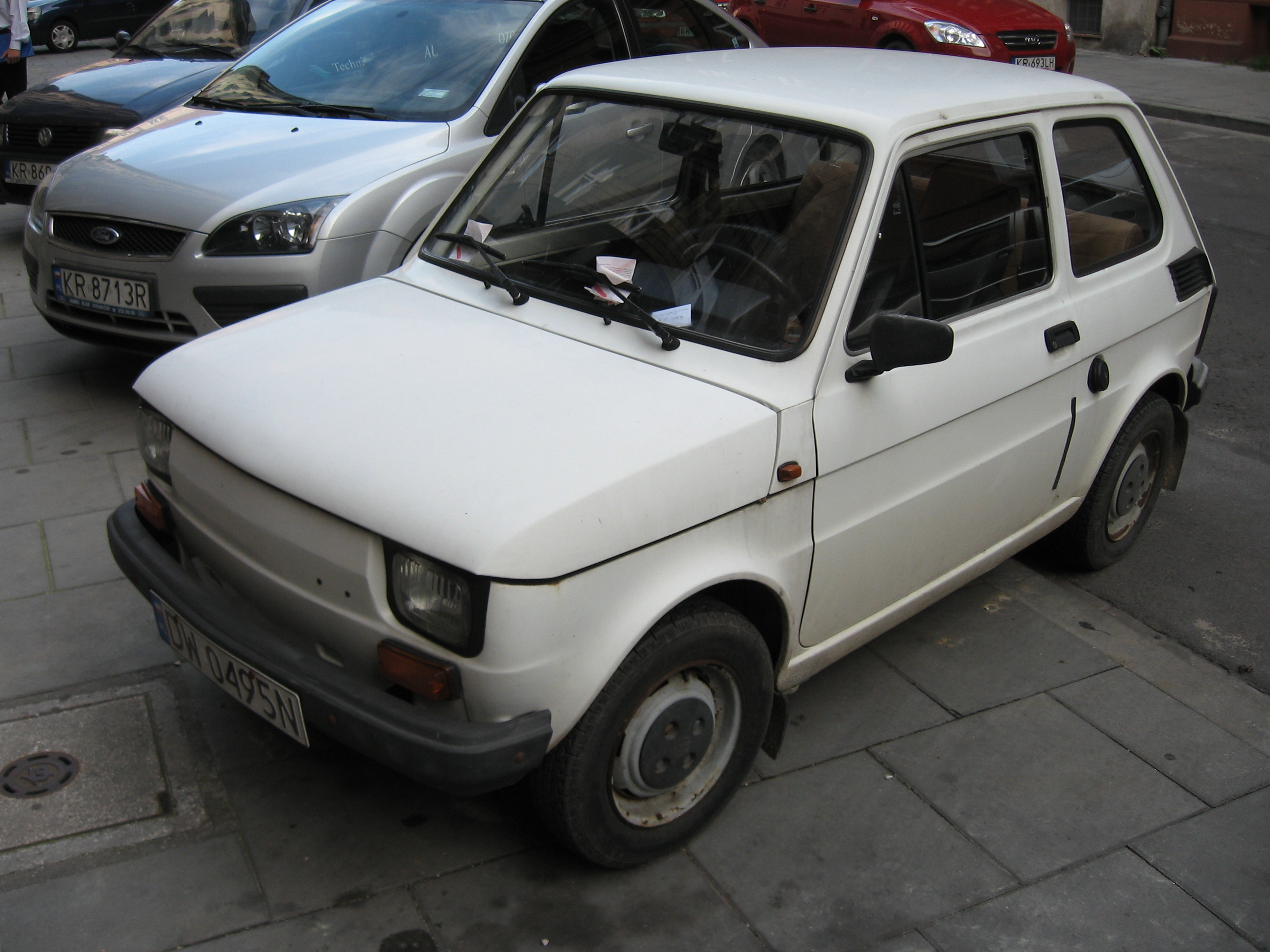
Polski Fiat 126p (1973–2000) є одним з найбільш впізнаваних польських автомобілів

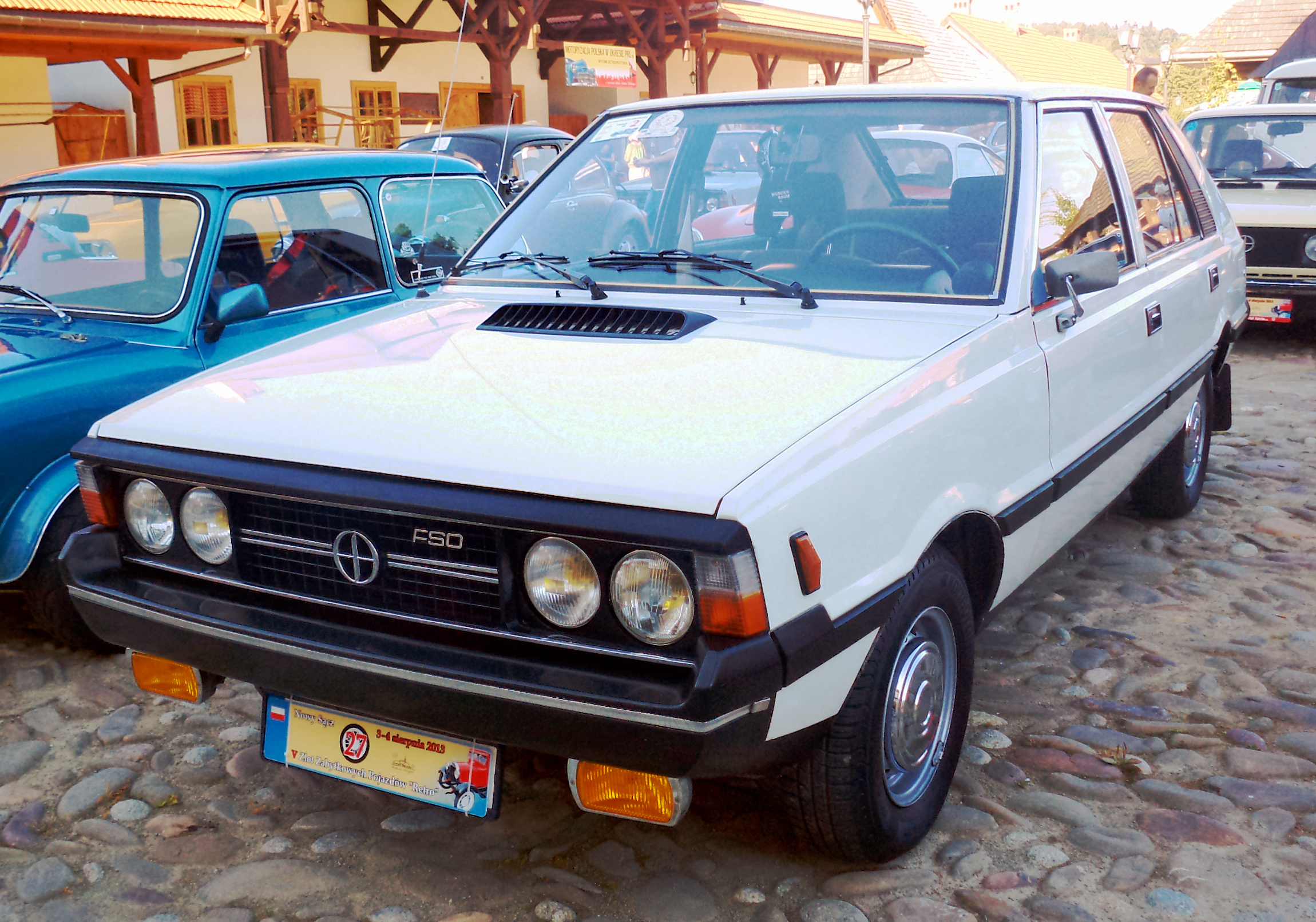
FSO Polonez був популярним польським автомобілем в 1990-х роках

Після Другої світової війни не було відновлено жодного довоєнного виробника чи бренду, окрім Ursus, який після війни почав виробництво в основному тракторів, а разом з новою реальністю централізованої планованої економіки Польської Народної Республіки (1944—1989 років) виробництво автомобілів перейняли нові заводи. Такими були, серед інших:
- Fabryka Samochodów Osobowych у Варшаві,
- Fabryka Samochodów Ciężarowych у Любліні,
- Zakład Samochodów Usług у Нисі (з 1986 у складі FSO),
- Fabryka Samochodów Małolitrażowych у Більсько-Білій,
- Fabryka Samochodów Rolniczych у Познані,
- Autosan у Сяніку,
- Jelczańskie Zakłady Samochodowe у Єльч-Лясковицях,
- Fabryka Samochodów Ciężarowych „Star” у Стараховицях.

Ці заводи входили в Асоціацію автомобільної промисловості "Polmo" в 1952–1982 роках, а після перетворення союзу в Об'єднання автомобільної промисловості "Polmo" до початку системної трансформації. У 1957–1960 роках авіаційні заводи WSK Mielec також випускали автомобілі Mikrus MR-300, а з 1971 року електромобілі Melex і самохідні крани Huta Stalowa Wola під брендом Hydros. 
У 1980 році у Польщі було вироблено 417,834 автомобіля і країна зайняла 13-ме місце у світі, 8-ме місце в Європі та 2-ме місце у Східному блоці після Радянському Союзу. Найбільш відомими моделями легкових авто були: FSO Warszawa, FSO Syrena, FSO/Polski Fiat 125p і Polski Fiat 126p та FSO Polonez. Polski Fiat 126p був найвідомішим автомобілем цього періоду і був випущеним у найбільшій кількості в історії Польщі (3,318,674 одиниці).

### Третя Республіка (від 1989 року)
Після зміни політичної системи в 1989 році почалася приватизація автомобілебудівних заводів. 
У 1992 році Fabryka Samochodów Małolitrażowych, в результаті угоди уряду Яна Ольшевського від 28 травня 1992 року про створення компанії з Fiat SA, змінила назву на Fiat Auto Poland SA, а в 1994 році як в результаті закінчення ліцензійної угоди марка Polski Fiat (126p) була вилучена з ринку), продовжуючи випускати автомобілі під маркою Fiat. Логотип було змінено на єдиний для всієї компанії. До сьогоднішнього дня придбання заводу FSM Fiat вважається спірним. 
У 1993 році Fabryka Samochodów Rolniczych (в тому ж році назви змінена на Tarpan Sp. z o.o.) створила спільне підприємство з Volkswagen, яке називається Volkswagen Poznań, а вже в 1996 році компанія Tarpan була ліквідована і компанія перейшла на 100% під контроль Volkswagen AG. 
У 1994 році Sobiesław Zasada Centrum S.A. придбав Autosan, а в 1995 році Jelcz і Star, хоч придбання цих заводів є також спірним. Autosan оголосив про банкрутство в 2013 році. Star незважаючи на плани розширення в 1999 році було продано німецькому концерну MAN, а в 2004 році більша частина продукції була перенесена до Австрії і в 2006 році виробництво було повністю закрито в Польщі, а потім у 2009 році бренд Star був остаточно ліквідований. Jelcz занепадав поетапно — у 2004 році Jelcz Cargo Trucks Sp. z o.o. оголосив про банкрутство, а в 2008 році виробництво автобусів почали Zakłady Samochodowe Jelcz S.A.
У 1995 році Fabryka Samochodów в Любліні була придбана Daewoo, після чого було створено Daewoo Motor Polska, в тому ж році Daewoo також придбав FSO у Варшаві, а через рік була створена компанія Daewoo-FSO. 
У 1990-х роках були створені нові підприємства, такі як Automet в 1990 році, Neoplan Polska в 1994 році, який був перетворений в 2001 році на Solaris Bus & Coach (бренд Solaris з 1999 року) і AMZ-Kutno в 1999 році. Також були створені іноземні компанії, зокрема польська Kapena в 1992 році створила спільне підприємство зі шведською Scania, а в 1998 році почав співпрацю з італійським виробником автобусів, компанією Cacciamali, який в 2000 році був основним акціонером Kapena. У 2003 році Kapena став головним представником групи Irisbus в Польщі і почав будівництво нового заводу, а Scania купила всі акції Scania-Kapena і була перетворена на виробництво Scania Słupsk. У 1996 році було також побудовано фабрику Opel у Гливицях, Volvo у Бреславлі та MAN Bus у Садах біля Познані.
Виробництво зросло до 650 тисяч приблизно в 1999 році, але знизилося в наступні роки через банкрутство компанії Daewoo, яка включала заводи у Варшаві, Любліні та Нисі (Daewoo-FSO разом з Fiat Auto Poland були провідними виробниками автомобілів у країні), а також обвалом нового ринку автомобілів у Польщі після вступу до ЄС та масовим імпортом вживаних автомобілів із Заходу, які були дешевшими. На початку 2000-х років Польща виробляла приблизно 300 тисяч щорічно. Ця цифра подвоїлася незабаром після вступу Польщі до Європейського Союзу і збільшилася втричі порівняно з 2009 роком. У 2001 році було створено Solbus, а в 2002 році виробництво автомобілів після збанкрутілого Daewoo Motor Polska у Любліні придбав виробник двигунів Andoria-Mot, який у 2003 році передав його компанії Intrall Polska, яка збанкрутувала у 2007 році. У 2003 році компанія Zakłady Przemysłu Ciągnikowego "Ursus" збанкрутувала. У 2004 році більшість виробничих потужностей вантажних автомобілів Star було перенесено в Австрію, а в 2006 році було повністю закрито у Стараховицях, що завершило історію виробництва цих вантажівок у Польщі, а в 2009 році бренд було повністю ліквідовано. У тому ж році Daewoo-FSO повернувся до назви FSO і зосередився на виробництві моделей FSO Lanos і FSO Matiz. У 2005 році почалося будівництво заводу MAN Trucks у місті Неполомицях.

## Сучасний стан

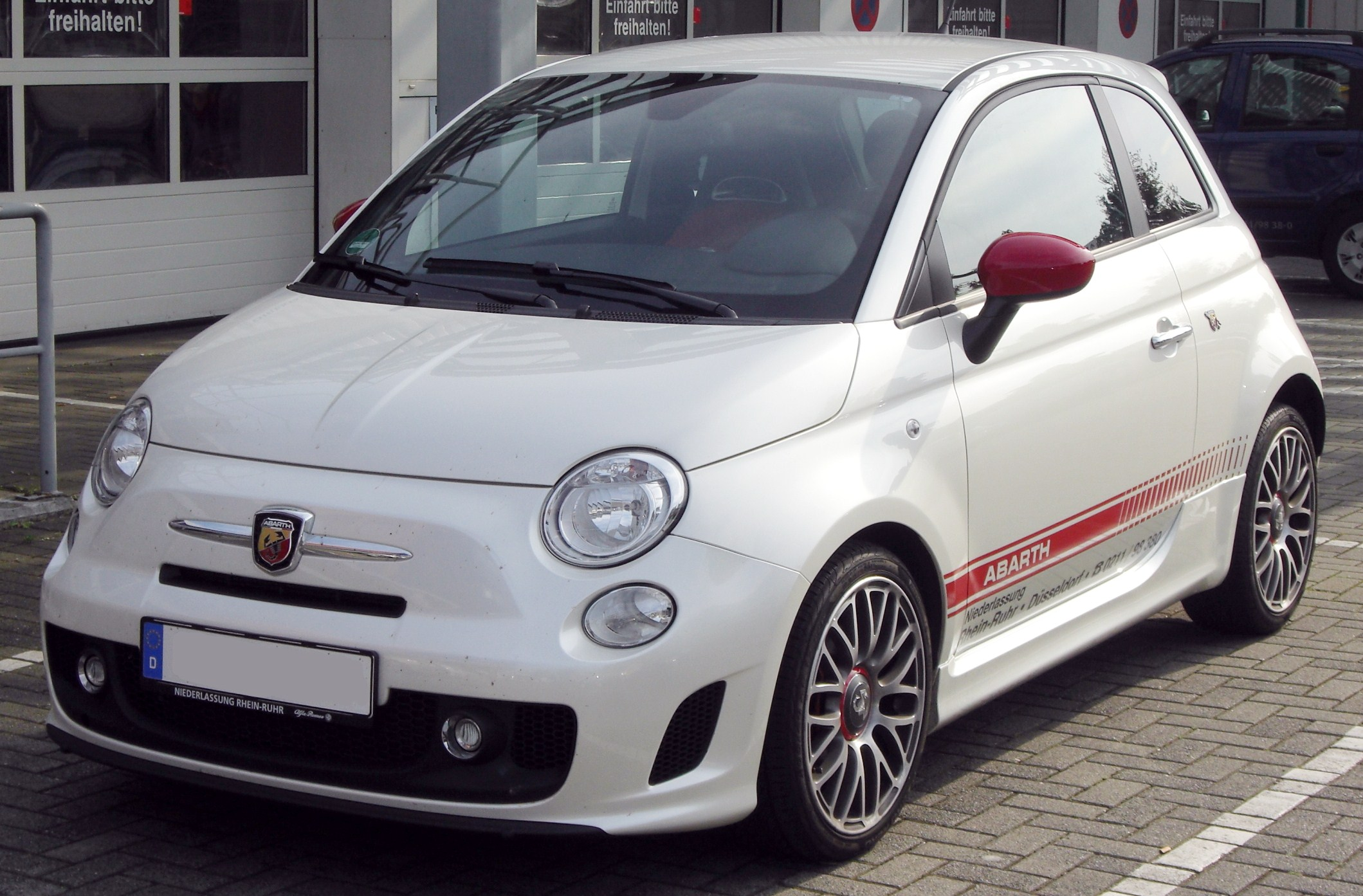
Fiat Abarth 500 (2008—дотепер)

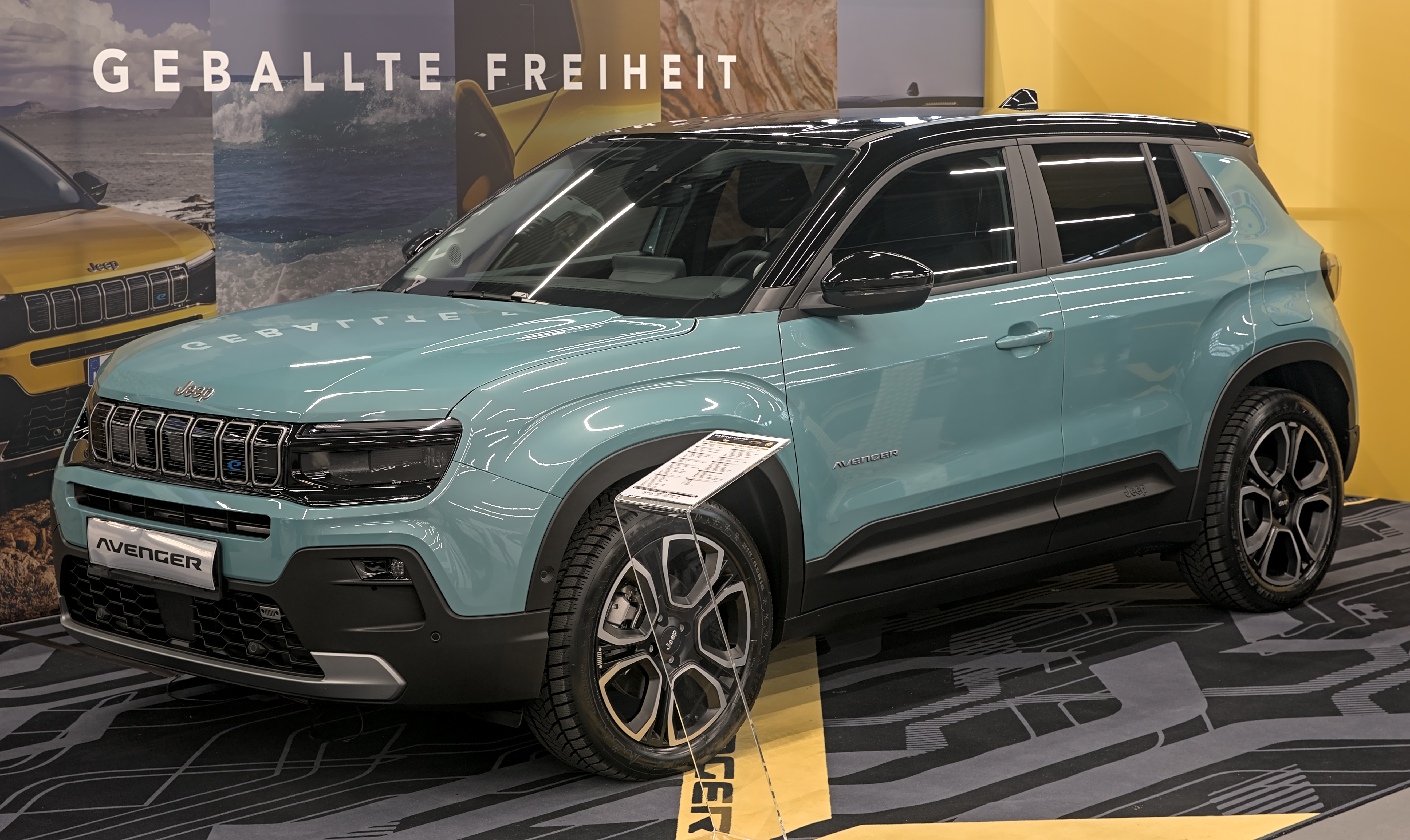
Jeep Avenger (2023—дотепер)

У 2003 році Польща потрапила до першої трійки країн, що пропонують найкращі умови для розміщення заводів, що виробляють компоненти автомобільної галузі. Приплив прямих зарубіжних інвестицій для галузі викликав динамічний розвиток резерву субпостачальників. 
За період 2007—2009 років, Польща стала другим за величиною виробником легкових автомобілів в Центральній і Східній Європі, після Чехії. Станом на кінець 2000-х і початок 2010-х років, на польський автомобільний сектор припадає близько 11% від загального обсягу промислового виробництва, що становить приблизно 4% від ВВП. В цьому секторі зайнято приблизно 130,000 осіб, а виробництво складає приблизно 800,000—900,000 легкових автомобілів на рік. Виробництво великих комерційних автомобілів було на рівні приблизно 70,000—90,000 в цей період. Велика частина продукції сектора орієнтована на експорт, в першу чергу в Європейський союз. У 2009 році обсяг експорту цього сектора склав 15,7 млрд €, тобто 16% від всього польського експорту. З 2010 року кількість автомобілів, вироблених в Польщі знижується із 869,376 до 583,258 в 2013 році. З цього року Польща посідала 23-тє
місце в світі за кількістю вироблених автомобілів.
Великі міжнародні компанії зі значною присутністю в польському автомобільному секторі включають: Fiat, Opel, Toyota, Volkswagen, MAN Nutzfahrzeuge, Solaris, Volvo та Scania AB. З них історично Fiat мав дуже сильну присутність в Польщі протягом майже століття: план щодо випуску Polski Fiat був створений в 1920-х роках, перерваний Другою світовою війною, виробництво ліцензійних автомобілів Fiat поновилися в соціалістичній Польщі в 1967 році.
Більшість основного сектора контролюється міжнародними компаніями і фінансується за рахунок іноземних інвестицій; виробник автобусів і вантажівок Solaris є найбільшою компанією на ринку, який знаходиться у власності польських інвесторів.
Кожна інвестиція в автомобільну галузь (або реінвестиція фірм, які вже діють у Польщі) стимулює розвиток чергових фірм, а також створення нових робочих місць. В даний час в Польщі діють багато субпостачальників для автомобільної галузі, як з польським, так і з іноземним капіталом, у тому числі 7 моторобудівних заводів. Саме двигуни поступово стають «польською спеціальністю».
Центри виробництва в автомобільній галузі концентруються навколо чотирьох агломерацій: Катовиці (Катовіце), Бреславль (Вроцлав), Познань та Варшава.
Деякі моделі, вироблені в Польщі в останні роки, включають Opel Astra III і IV, Fiat Panda і Fiat 500, Lancia Ypsilon, Ford Ka і Chevrolet Aveo.
Ford, Škoda та Volkswagen в даний час найпопулярніші бренди, а Ford Focus, Skoda Octavia, Skoda Rapid, Volkswagen Passat та Volkswagen Tiguan є найбільш популярними моделями.

## Виробники

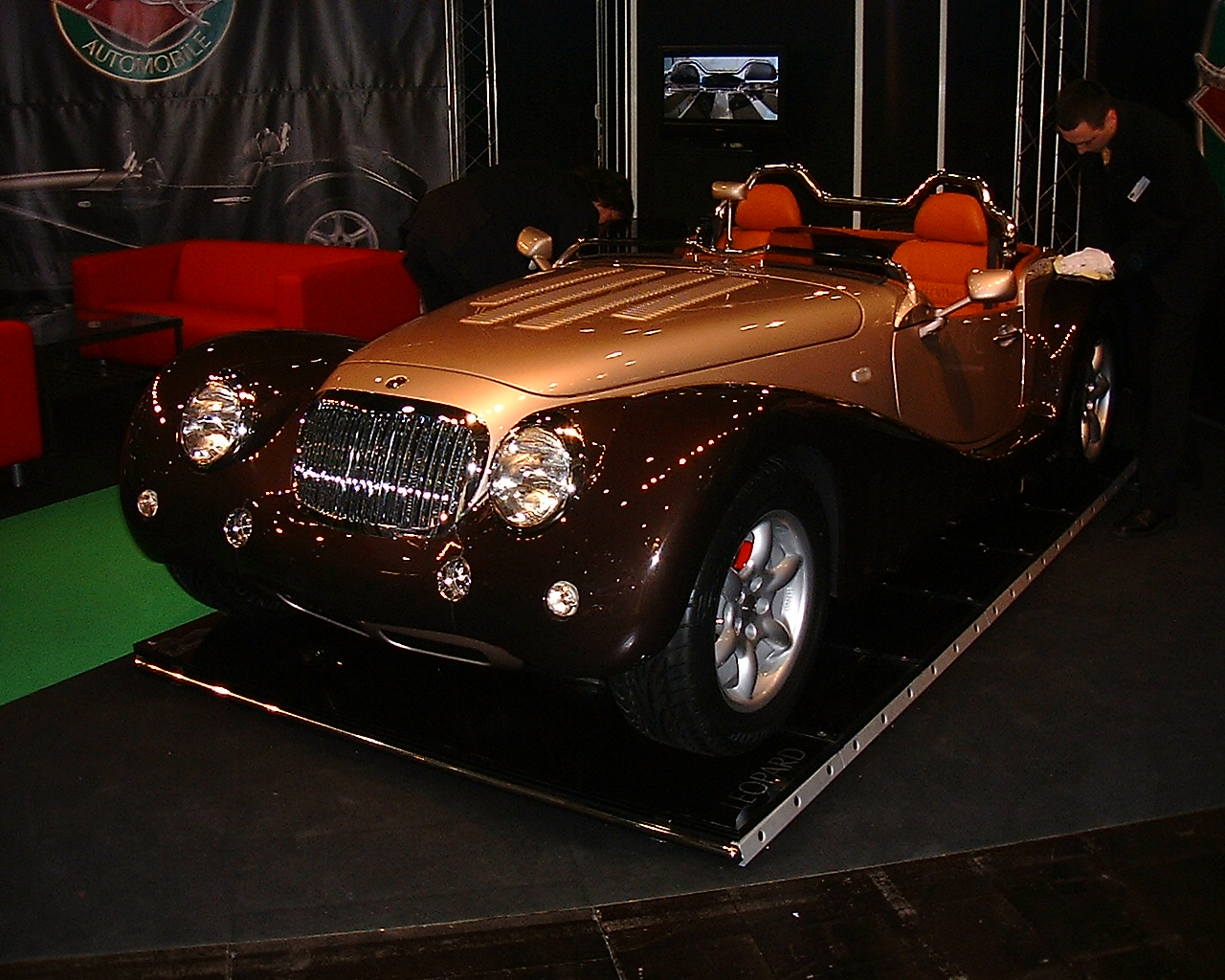
Leopard 6 Litre Roadster

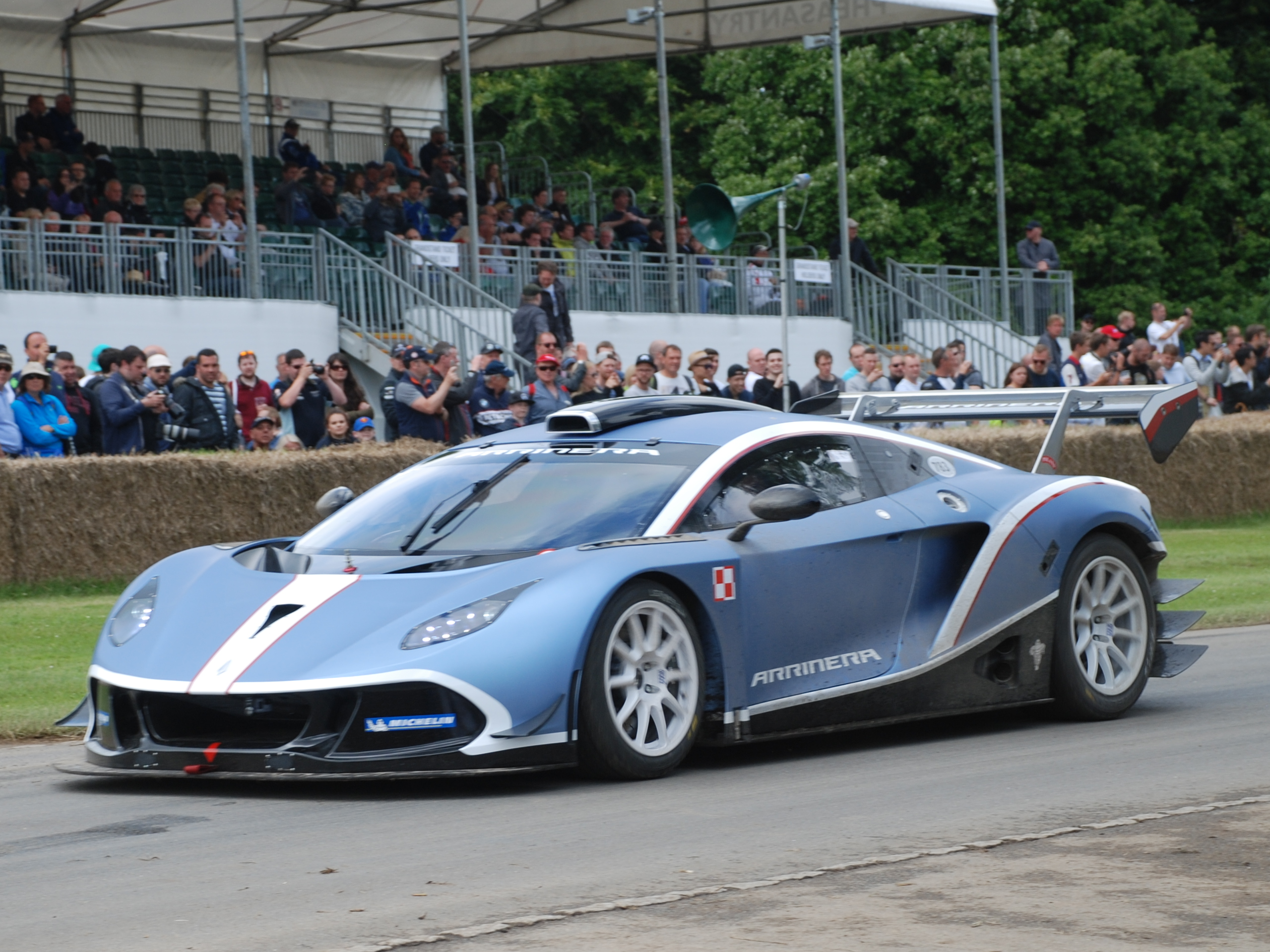
Arrinera Hussarya — перший польський суперкар

### Діючі
Великі:
- Fiat Auto Poland
- Opel Manufacturing Poland
- MAN Truck & Bus (ex-Star)
- Scania AB
- Solaris Bus&Coach
- Solbus
- Volkswagen Poznań (ex-FSR)
- Volvo Poland

Малі:
- AMZ-Kutno
- Arrinera
- Leopard Automobile Mielec
- Autosan
- Jelcz

### Недіючі
- FSO (Fabryka Samochodów Osobowych)
- FSM (Fabryka Samochodów Małolitrażowych)
- FSC (Fabryka Samochodów Ciężarowych)
- Fabryka Samochodów Ciężarowych «Star»

## Загальний обсяг виробництва за роками

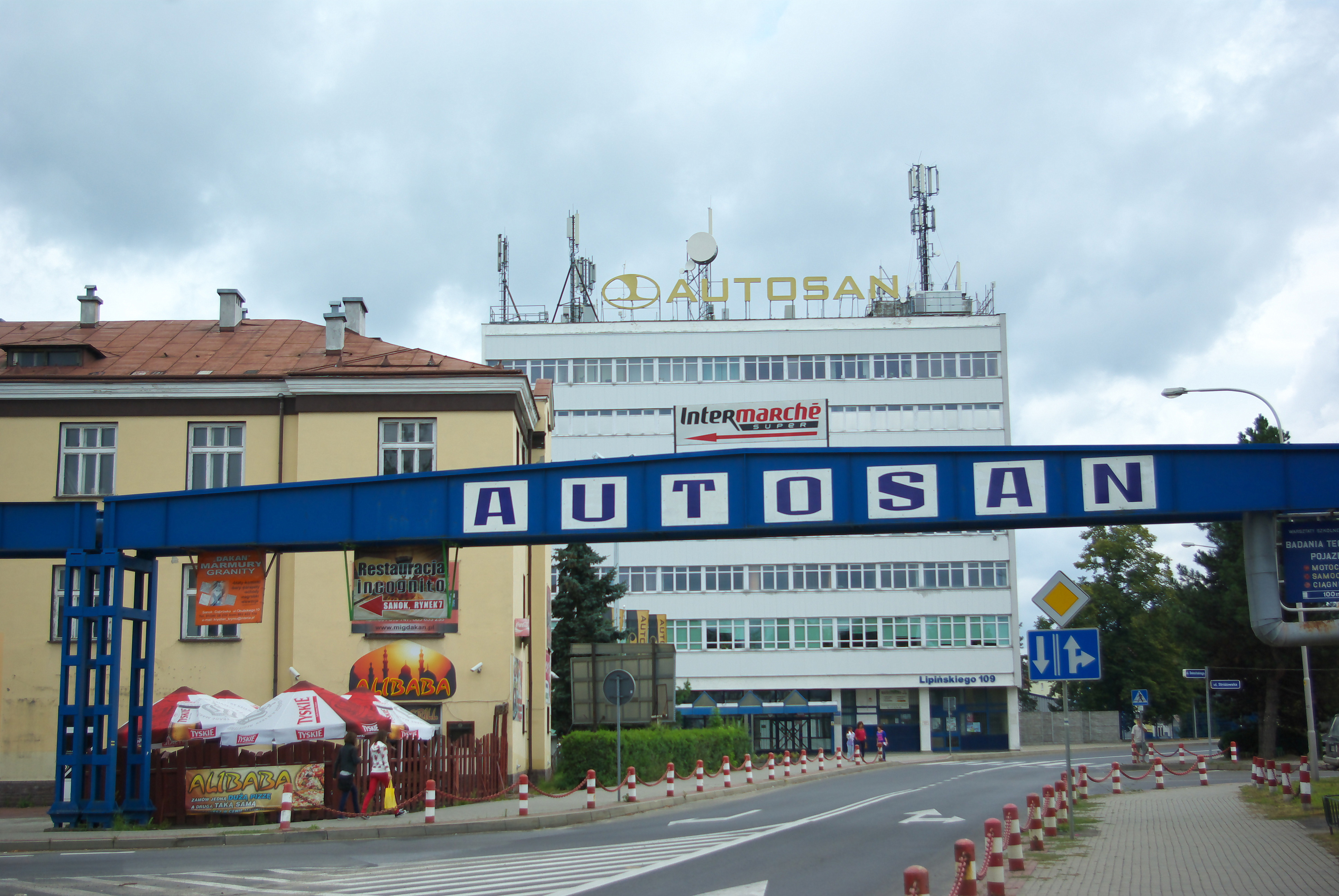
Fabryka Autobusów Autosan

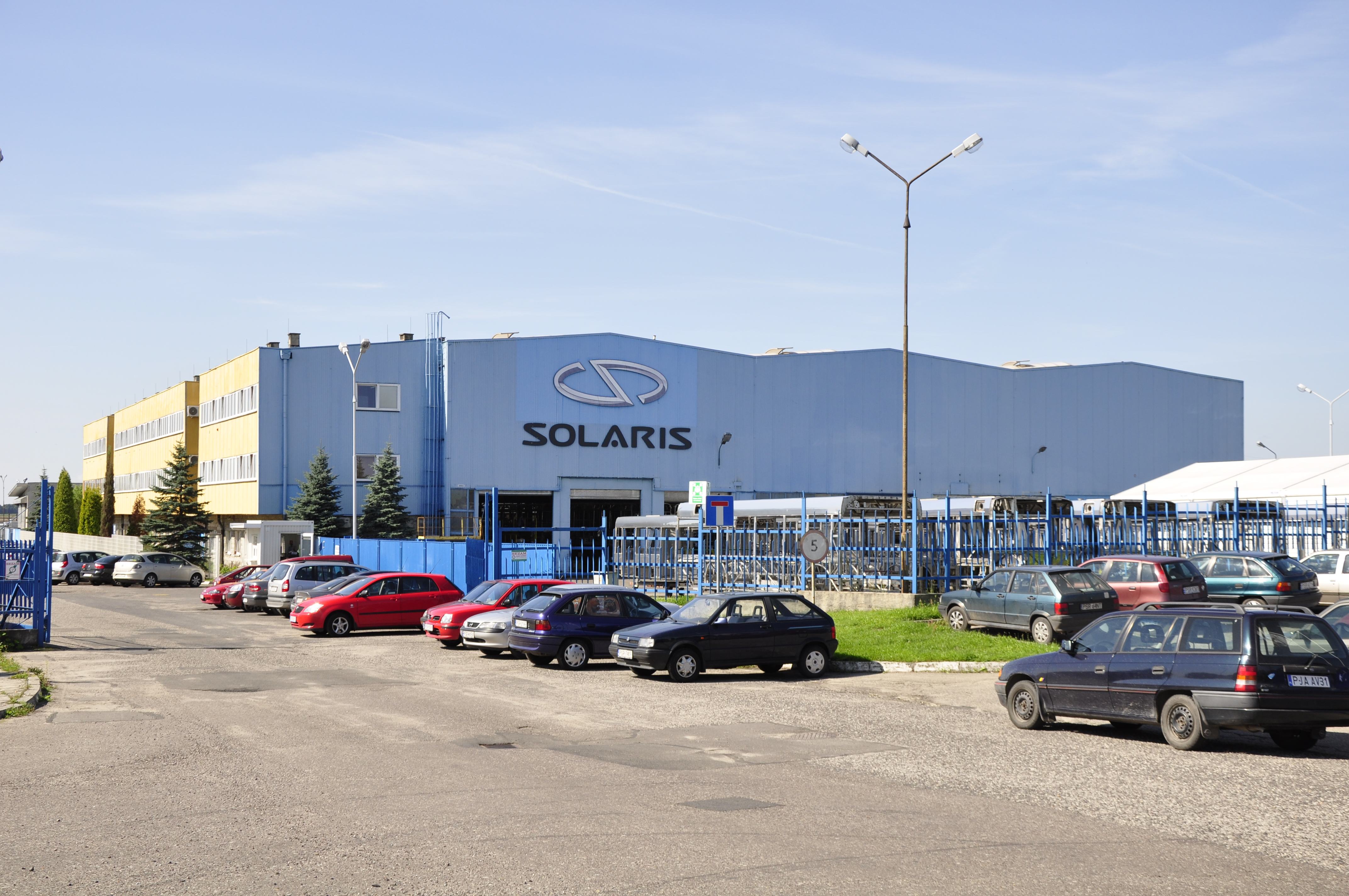
Fabryka Autobusów Solaris Bus & Coach

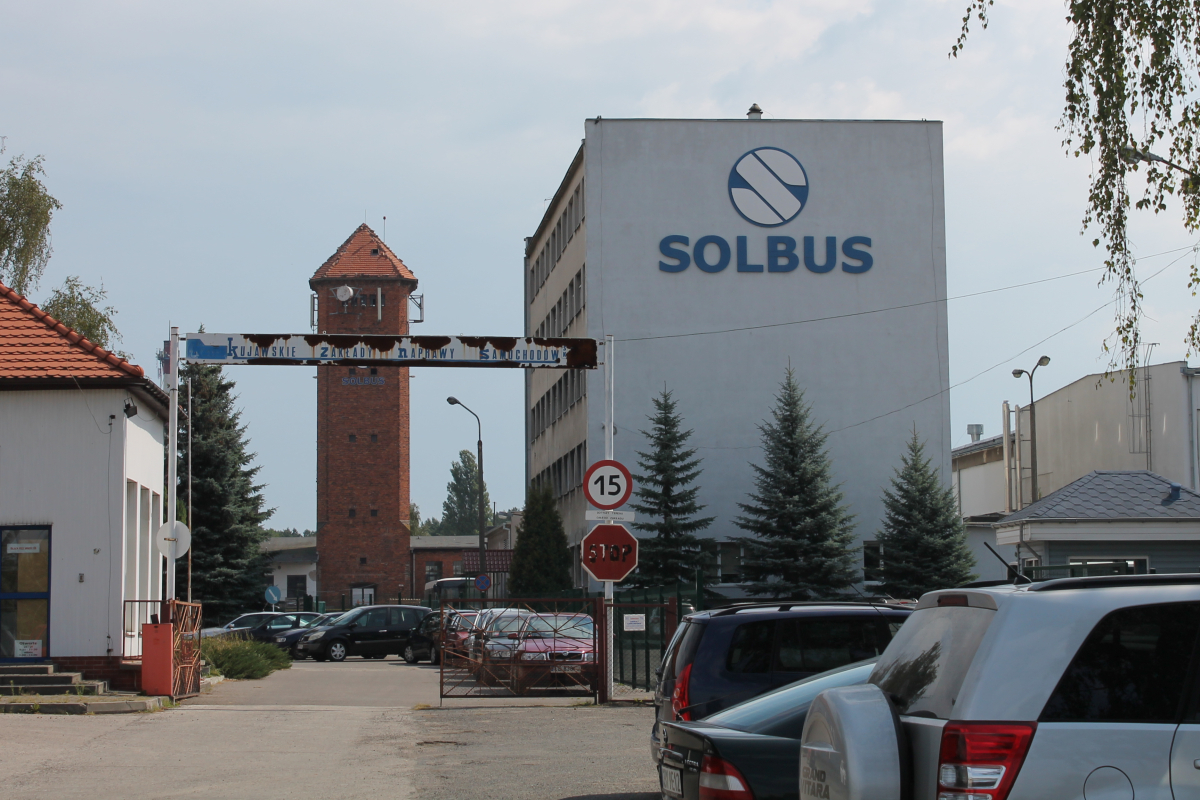
Fabryka Autobusów Solbus

У 2008 році було вироблено 950,908 (1,006,000 за іншими даними) автомобілів, таким чином він став піковим для автомобільної промисловості Польщі.
| Рік  | Обсяг виробництва |
| 1950 | 1,000             |
| 1960 | 37,000            |
| 1970 | 113,087           |
| 1980 | 237,834           |
| 1990 | 287,975           |
| 1995 | 381,000           |
| 2000 | 404,972           |
| 2005 | 543,200           |
| 2008 | 950,908           |
| 2010 | 609,474           |
| 2011 | 708,133           |
| 2012 | 654,756           |
| 2013 | 690,159           |
| 2014 | 693,904           |
| 2015 | 760,603           |
| 2016 | 781,837           |
| 2017 | 789,729           |
| 2018 | 809,646           |
| 2019 | 498,158           |
| 2020 | 451,382           |
| 2021 | 439,421           |
| 2022 | 483,840           |
| 2023 | 612,882           |
| ---- | ----------------- |

| Специфікація                                | 1980 | 1985 | 1990 | 1995 | 2000 | 2001 | 2002 | 2003 | 2004 | 2005 | 2006 | 2007 | 2008 | 2009 | 2010 | 2011 | 2012 | 2013 | 2014 | 2015 | 2016 |
| ------------------------------------------- | ---- | ---- | ---- | ---- | ---- | ---- | ---- | ---- | ---- | ---- | ---- | ---- | ---- | ---- | ---- | ---- | ---- | ---- | ---- | ---- | ---- |
| Легкові автомобілі у тис. шт.               | 351  | 283  | 266  | 366  | 532  | 364  | 288  | 334  | 522  | 540  | 632  | 698  | 842  | 819  | 785  | 741  | 540  | 475  | 473  | 535  | 555  |
| Громадські транспортні засоби у тис. шт.    | 13,1 | 8    | 3,9  | 1,4  | 2    | 1,6  | 1,7  | 1,8  | 4,2  | 5,4  | 6,1  | 3,6  | 4,6  | 4,9  | 4,6  | 5,1  | 4    | 4,2  | 5    | 5,1  | 5,3  |
| Вантажівки, тягачі, напівпричепи у тис. шт. | 53,7 | 49,1 | 39   | 30,7 | 59   | 25,5 | 21   | 18,5 | 59   | 67,7 | 76,4 | 90,4 | 99,4 | 55,4 | 79,9 | 92,1 | 104  | 111  | 116  | 121  | 122  |

Джерело: ОГС, Статистичний щорічник правління індустрії 2017